# Saison 1996-1997 de la LHSPQ
Saison suivante
La saison 1996-1997 est la première saison de la Ligue de hockey semi-professionnelle du Québec (souvent désignée par le sigle LHSPQ), nouvelle ligue de hockey sur glace du Québec. Chacune des treize équipes qui commencent la saison joue trente-six parties. Finalement, les Nova d'Acton Vale finissent en tête de la saison régulière mais ce sont les joueurs des Blizzard de Saint-Gabriel qui remportent la finale de la ligue et la Coupe Canam.

## Saison régulière
Sur les treize équipes engagées dans la compétition, seule une équipe n'est pas qualifiée pour les séries éliminatoires.

### Classement des équipes
Pour les significations des abréviations, voir statistiques du hockey sur glace.
| Équipe                       | PJ | V  | D  | DP | BP  | BC  | Pts |
| ---------------------------- | -- | -- | -- | -- | --- | --- | --- |
| Grand Portneuf de Pont-Rouge | 36 | 26 | 7  | 3  | 208 | 119 | 55  |
| Coyotes de Thetford Mines    | 36 | 20 | 14 | 2  | 162 | 153 | 42  |
| Chacals de la Rive-Sud       | 36 | 15 | 17 | 4  | 153 | 171 | 34  |
| Voyageurs de Vanier          | 36 | 11 | 23 | 2  | 130 | 217 | 24  |

| Équipe                               | PJ | V  | D  | DP | BP  | BC  | Pts |
| ------------------------------------ | -- | -- | -- | -- | --- | --- | --- |
| Nova d'Acton Vale                    | 36 | 27 | 7  | 2  | 185 | 132 | 56  |
| 94 de Waterloo                       | 36 | 16 | 18 | 2  | 185 | 192 | 34  |
| Gladiateurs de ville des Laurentides | 36 | 11 | 20 | 4  | 144 | 179 | 26  |
| Papetiers de Windsor                 | 36 | 8  | 24 | 4  | 150 | 227 | 20  |

| Équipe                    | PJ | V  | D  | DP | BP  | BC  | Pts |
| ------------------------- | -- | -- | -- | -- | --- | --- | --- |
| Blizzard de Saint-Gabriel | 36 | 26 | 7  | 3  | 192 | 131 | 55  |
| Dragons du Haut-Richelieu | 36 | 22 | 9  | 4  | 179 | 154 | 48  |
| Dinosaures de Sorel       | 36 | 20 | 12 | 4  | 168 | 168 | 44  |
| Rapides de Lachute        | 36 | 20 | 13 | 3  | 189 | 159 | 43  |
| Jets de Louiseville       | 36 | 11 | 22 | 3  | 142 | 180 | 25  |

### Classements des meilleurs pointeurs
| Joueur           | Équipe     | PJ | B  | A  | Pts | Pun |
| ---------------- | ---------- | -- | -- | -- | --- | --- |
| Denis Paul       | St-Gabriel | 36 | 42 | 50 | 92  | 23  |
| Jean Bourgeois   | St-Gabriel | 35 | 32 | 54 | 86  | 48  |
| Richard Pion     | St-Gabriel | 36 | 30 | 53 | 83  | 63  |
| Hugues Laliberté | Acton Vale | 33 | 33 | 40 | 73  | 43  |
| Stéphane Groleau | Sorel      | 33 | 31 | 40 | 71  | 24  |
| Gaby McDuff      | Waterloo   | 36 | 36 | 30 | 66  | 58  |
| Nicolas Beaulieu | Sorel      | 30 | 27 | 31 | 58  | 84  |
| Michel Caron     | St-Gabriel | 33 | 10 | 46 | 56  | 81  |
| Robert St-Louis  | Lachute    | 35 | 21 | 34 | 55  | 62  |
| Yves Bertrand    | Pont-Rouge | 35 | 28 | 27 | 55  | 47  |

## Séries éliminatoires

### Premier tour
Dans chaque section, l'équipe classée première affronte la quatrième équipe dans une série au meilleur des cinq matchs, série où trois victoires sont nécessaires pour être qualifiées. 
- Pont-Rouge 3-1 Vanier
- Thetford Mines 3-0 Rive-Sud
- Acton Vale 3-0 Windsor
- Laurentides 3-1 Waterloo
- Saint-Gabriel 3-2 Lachute
- Haut-Richelieu 3-2 Sorel

### Deuxième tour
Au deuxième tour, Acton Vale, meilleure équipe de la saison régulière, élimine Laurentides en cinq matchs et accède directement à la finale des séries.
- Acton Vale 3-2 Laurentides
- Thetford Mines 3-2 Pont-Rouge
- Saint-Gabriel 3-1 Haut-Richelieu

### Troisième tour
- Saint-Gabriel 3-0 Thetford Mines

### Finale des séries
La finale des séries éliminatoires se joue au meilleur des sept rencontres ; la Coupe Canam revient à l'équipe du Blizzard de Saint-Gabriel.
- Saint-Gabriel 4-2 Acton Vale

## Trophées et honneurs

### Trophées
Cette section présente l'ensemble des trophées remis aux joueurs et personnalités de la ligue pour cette première saison.
| Trophée                                                          | Joueur                                   |
| ---------------------------------------------------------------- | ---------------------------------------- |
| Trophée Claude Larose Joueur le plus utile à son équipe          | Denis Paul (St-Gabriel)                  |
| Trophée Éric Messier Meilleur défenseur                          | Michel Caron (St-Gabriel)                |
| Trophée Guy Lafleur Meilleur marqueur                            | Denis Paul (St-Gabriel)                  |
| Trophée Maurice Richard Meilleur buteur                          | Denis Paul (St-Gabriel)                  |
| Trophée Serge Léveillée (entraîneur) Meilleur entraîneur         | Francis Breault (Acton Vale)             |
| Trophée des médias Joueur le plus utile des séries éliminatoires | Denis Paul (St-Gabriel)                  |
| Trophée du meilleur duo de gardien de but                        | Guy Moore et Yannick Girard (Pont-Rouge) |

| Trophée                                                                   | Équipe                       |
| ------------------------------------------------------------------------- | ---------------------------- |
| Coupe du Commissaire Équipe de la saison régulière avec le plus de points | Nova d'Acton Vale            |
| Trophée Mario Deguise Champion de l'Ouest                                 | Blizzard de Saint-Gabriel    |
| Trophée Serge Léveillée Champion de l'Est                                 | Grand Portneuf de Pont-Rouge |
| Trophée de la Division Centrale Champion de la Division Centrale          | Nova d'Acton Vale            |
| Trophée Gilles Lefebvre Meilleure organisation de la ligue                | Grand Portneuf de Pont-Rouge |
| Coupe Futura Vainqueur des séries                                         | Blizzard de Saint-Gabriel    |

### Équipes d'étoiles
La ligue désigne deux équipes d'Étoiles.
| Position   | Première équipe                 | Première équipe | Deuxième équipe  | Deuxième équipe |
| Position   | Joueur                          | Équipe          | Joueur           | Équipe          |
| ---------- | ------------------------------- | --------------- | ---------------- | --------------- |
| G          | Guy Moore                       | Pont-Rouge      | Denis Desbiens   | St-Gabriel      |
| D          | Michel Caron (hockey sur glace) | St-Gabriel      | Claude Barthe    | Haut-Richelieu  |
| D          | François Paquette               | Acton Vale      | René Camiré      | Pont-Rouge      |
| C          | Denis Paul                      | St-Gabriel      | Hugues Laliberté | Acton Vale      |
| AD         | Jean Bourgeois                  | St-Gabriel      | Gaby McDuff      | Waterloo        |
| AG         | Richard Pion                    | St-Gabriel      | Stéphane Groleau | Sorel           |
| Entraîneur | Francis Breault                 | Acton Vale      | Benoît Tremblay  | Pont-Rouge      |